# Концевич, Григорий Митрофанович
Григорий Митрофанович Концевич  (17 ноября 1863, станица Старонижестеблиевская, Темрюкский отдел Кубанской области (ныне Красноармейского района Краснодарского края) — 26 декабря 1937, Краснодарский край) — российский хоровой дирижёр, композитор, хормейстер, педагог, музыкальный этнограф.

## Биография
В 1883 окончил Кубанскую учительскую семинарию, где познакомился с нотной грамотой, приобрёл навыки ведения уроков пения. Работал учителем Тенгинской станичной школы. С 1887 продолжил образование на регентских курсах Петербургской Придворной певческой капеллы. Вернувшись в 1892 году в Екатеринодар был приглашён на должность регента Кубанского войскового казачьего хора. Руководил хором до 1906 года.
Инициировал создание для хористов общеобразовательной школы и специального 2-классного училища для обучения начальному курсу управления хором.
После революции работал в отделе народного образования (подотдел искусства). Занимался вопросами музыкально-хорового искусства и художественной самодеятельности. Преподал теорию в музыкальном техникуме, в 1924—1925 гг. возглавлял двухгодичные хормейстерские курсы, готовил хоровых работников в школы и народные клубы.
В 1936 году было принято решение о создании Кубанского казачьего хора. Г. М. Концевич стал художественным руководителем хора. Хор был восстановлен в кратчайшие сроки, и в 1937 году Государственный ансамбль песни и пляски кубанских казаков гастролировал в Москве.
30 августа 1937 был арестован по обвинению в покушении на И. В. Сталина и расстрелян 26.12.1937 года.
Реабилитирован посмертно в 1989 году.

## Творчество
Автор вокальных, фортепианных пьесы, обработки народных песен, произведений для мужских и смешанных хоров, трёхголосных хоров (в том числе «Зимняя дорога», «Бесы» (на сл. Пушкина), «Несжатая полоса» (на сл. Некрасова), «Ах ты, степь моя», «Дуют ветры» (на сл. Кольцова), «Сиротка» (на сл. Плещеева)), кантат.
Собиратель народных песен Кубани и Адыгеи.

## Избранные издания
- пособие «Школьное пение на два и на три однородных голоса»
- сборников песен:
  - «Четыре времени года»
  - «40 малороссийских песен» (1904),
  - «25 малороссийских песен» (1907),
  - «Бандурист»
  - «Репертуар Кубанского войскового певческого хора»
  - юбилейный сборник с обработками русских песен линейных казаков Кубани.
- «Музыкальный фольклор адыгов в записях Г. М. Концевича» (1997).

Опубликовал в собственной обработке 200 песен черноморских казаков и юбилейный сборник с обработками русских песен линейных казаков Кубани.
В своём творчестве особое внимание уделял украинской народной песни.
За заслуги в пропаганде фольклора в 1910 году на Кубанской сельскохозяйственной и промышленно-этнографической выставке был награждён большой серебряной медалью.
С его именем связано открытие в 1935 дирижерско-хорового отделения в музыкальном училище Краснодара и воссоздание Кубанского казачьего хора (1937).